# Gouvernement Grodno
Het gouvernement Grodno (Russisch: Гродненская губерния; Grodnenskaja goebernija, Wit-Russisch: Гродзенская губерня, Pools: Gubernia grodzieńska, Litouws: Gardino gubernija) was een gouvernement (goebernija) van het keizerrijk Rusland.

## Overzicht
Het gouvernement Grodno was in het noorden begrensd door het gouvernement Vilnius, in het oosten door het gouvernement Minsk, ten zuiden door het gouvernement Wolynië en ten westen door het Congres-Polen. Het gebied werd verdeeld in negen districten: Grodno, Brest, Bielsk, Volkovysk, Kobryn, Prushana, Slonin en Białystok. Het gouvernement werd bestuurd door een gouverneur die onder de Russische tsaar stond. In 1870 had het gouvernement 1.008.521 inwoners. De belangrijkste bevolkingsgroepen waren Polen, Lipka-Tataren, Litouwers en Duitsers. De hoofdstad was Grodno. In Grodno waren er acht rooms-katholieke, een Russisch-orthodoxe en twee Oekraïense Grieks-katholieke kerken. Er waren twee joodse synagogen.
In het gouvernement waren er 4 Russisch-orthodoxe kloosters, 490 kerken en 54 kapellen, 57 synagogen en gebedshuizen en 316 joodse scholen. Twee katholieke kloosters, 92 kerken en 58 kapellen. Zeven protestantse kerken en zes kapellen en er waren drie moskeeën.

## Geschiedenis

### Gouvernement Slonim
Het gouvernement Gvodmo ontstond in 1796, tijdens de Derde Poolse Deling en werd oorspronkelijk gouvernement  Slonim dat bestond tot 12 december 1796 toen tsaar Paul I het met het gouvernement Vilnius tot het gouvernement Litouwen samenvoegde.

### Gouvernement Litouwen
Op 12 december 1796 werd het gouvernement Grodno (Slonim) en het gouvernement Vilnius samengevoegd tot het gouvernement Litouwen.

### Gouvernement Litouwen-Grodno
Op 9 september 1801 na de dood van Paul I werd het gouvernement gesplitst in het gouvernement Litouwen-Vilnius' en Litouwen-Grodno door tsaar Alexander I van Rusland. Het gouvernement Litouwen-Grodno had dezelfde grenzen als het gouvernement Slonim uit 1796.

### Gouvernement Grodno
In 1843 werd de term Litouwen geschrapt en heette het gouvernement gouvernment Grodno. In 1843 werd het gebied van de oblast Belostok onderdeel van het gouvernement Grodno. Het gebied van de oblast verdeeld in de provincies Belostok, Belsk en Sokolka. De provincie Lida werd overgedragen aan het gouvernement Vilnius. De provincie Novogrudok werd overgedragen aan het gouvernement Minsk.
Van 1870 tot 1912 viel het gouvernement Grodno met het gouvernement Vilnius en het gouvernement Kovno onder het generaal-gouvernement Litouwen met de zetel in Vilnius.
Het gouvernement Grodno werd bezet door het keizerrijk Duitsland in 1915 tijdens de Eerste Wereldoorlog. Het gebied maakte als het district Bialystok-Grodno onderdeel uit van het militair bestuur Ober-Ost. In 1919 was het bezet door Polen het woiwodschap Białystok, woiwodschap Nowogródek en woiwodschap Polesië.